# Reggenza di Mempawah
La reggenza di Mempawah (in indonesiano: Kabupaten Mempawah) è una reggenza dell'Indonesia, situata nella provincia di Kalimantan Occidentale.